# Курган (Ровеньківський район)
Курган — селище в Україні, в Хрустальненській міській громаді Ровеньківського району Луганської області. Населення становить 93 особи. Орган місцевого самоврядування — Краснолуцька сільська рада.

## Населення
За даними перепису 2001 року населення селища становило 93 особи, з них 35,48% зазначили рідною українську мову, 63,44% — російську, а 1,08% — іншу.